# Зелена лява партия
Зелената лява партия (на турски: Yeşil Sol Parti, YSP) е политическа партия в Турция, основана на 25 ноември 2012 г. Символът ѝ се състои от дърво с лилав ствол, оформящ човешка фигура, корона, състояща се от отделни зелени листа, и жълто слънце, оформящо главата на човешката фигура в средата на короната. Нейни съпредседатели са Çiğdem Kılıçgün Uçar и İbrahim Akın.

## История
YSP, наричана преди това Yeşiller ve Sol Gelecek Partisi (Партия на зеленото и лявото бъдеще), е основана на 25 ноември 2012 г. чрез сливането на Eşitlik ve Demokrasi Partisi (Партия на равенството и демокрацията) и Yeşiller Partisi (Партия на зелените). Тя се определя като зелена партия с ляво-либерални идеи.
През 2014 г. партията подкрепя Селахаттин Демирташ като кандидат за президент на президентските избори в Турция през 2014 г. Те подкрепят HDP и на парламентарните избори през юни 2015 г.
На Втория редовен конгрес на партията на 2 април 2016 г. партията променя името си на Yeşil Sol Partisi (YSP) Сегашното лого на партията се дължи на решението, взето на Втория извънреден конгрес на 16 октомври 2022 г. По-късно Селахаттин Демирташ предлага в случай на евентуална забрана на HDP всички кандидати от парламентарната група на HDP да се кандидатират от името на YSP на парламентарните избори през 2023 г.
С решение от 24 март 2023 г. HDP, Emekçi Hareket Partisi (Партия на работническото движение) и Toplumsal Özgürlük Partisi (Партия на социалната свобода) решават да се кандидатират за президентските и парламентарните избори, обединени в листите на YSP, за да укрепят съюза Millet İttifakı (Съюз на нацията) на опозиционния лидер Кемал Кълъчдаролу. Поради това YSP се разглежда като ключова партия за президентските избори през 2023 г.